# 西川美代子
西川 美代子（にしかわ みよこ、1960年4月2日 - ）は、日本の元女子バレーボール選手。

## 来歴
鹿児島県鹿屋市出身。農家の三姉妹の次女として生まれる。中学入学時の体力テストで「バレーボールに適正あり」と診断されたため、バレーボールを始める。第5回夏の中学バレーで元全日本選手上口たづ子（元鐘紡）が臨時コーチを務めたほど注目された。
博多女子商業高校を経て、1979年に日本リーグのユニチカに入団。
1981年に全日本メンバーに選出され、同年のバレーボールワールドカップに出場し、銀メダル獲得に貢献した。

## 球歴
- 所属チーム履歴

市立大姶良中 → 博多女子商業高校 → ユニチカ（1979-1984年）
- 全日本代表としての主な国際大会出場歴
  - ワールドカップ - 1981年